# Championnat de Tunisie masculin de volley-ball 1968-1969
Navigation
Saison précédente Saison suivante
Le championnat de Tunisie masculin de volley-ball 1968-1969 est disputé par les douze meilleurs clubs du pays en aller et retour.
L'Espérance sportive de Tunis conserve le championnat à l'avantage du set-average par rapport à l'Avenir sportif de La Marsa, qui prend sa revanche en coupe de Tunisie. En bas du tableau, quatre clubs sont relégués pour constituer une deuxième division unique et des divisions régionales.

## Division nationale
Le classement final est le suivant :
| Rang | Équipe                                | Points | Matchs | Victoires | Défaites | Forfaits | Sets pour | Sets contre |
| 1    | Espérance sportive de Tunis           | 43     | 22     | 21        | 1        | 0        | 64        | 11          |
| 2    | Avenir sportif de La Marsa            | 43     | 22     | 21        | 1        | 0        | 65        | 13          |
| 3    | Club olympique de Kélibia             | 38     | 22     | 16        | 6        | 0        | 51        | 34          |
| 4    | Saydia Sports                         | 36     | 22     | 14        | 8        | 0        | 54        | 32          |
| 5    | Zitouna Sports                        | 35     | 22     | 13        | 9        | 0        | 46        | 37          |
| 6    | Union sportive des transports de Sfax | 34     | 22     | 12        | 10       | 0        | 49        | 37          |
| 7    | Étoile olympique La Goulette Kram     | 34     | 22     | 12        | 10       | 0        | 42        | 39          |
| 8    | Club sportif sfaxien                  | 33     | 22     | 10        | 12       | 0        | 41        | 44          |
| 9    | Club sportif des cheminots            | 28     | 22     | 6         | 16       | 0        | 28        | 51          |
| 10   | Al Hilal                              | 24     | 22     | 3         | 18       | 1        | 18        | 58          |
| 11   | Radès Transport Club                  | 24     | 22     | 4         | 16       | 2        | 15        | 58          |
| 12   | Progrès sportif tunisien              | 21     | 22     | 0         | 21       | 1        | 5         | 66          |

## Division 2

### Tunis et Nord[1]
- Étoile sportive du Sahel : 28 points
- Union sportive tunisienne : 26 points
- Club sportif de Hammam Lif : 24 points
- Club sportif des municipaux et sapeurs pompiers : 21 points
- Club africain : 21 points
- Union sportive de Carthage : 18 points
- Monopoles Athlétique Club : 17 points
- Wided athlétique de Montfleury[3] : 14 points
- Jeunesse sportive d'El Omrane : forfait général
- Mouldiet Manouba : forfait général
- Association sportive des PTT de Tunis : forfait général

### Nord-Ouest
- Jendouba Sports : 12 points
- Football Club de Jérissa : 10 points
- Club athlétique du Kef : 8 points
- Étoile sportive de Tajerouine : 4 points
- Étoile sportive de Bousalem, Wided sportif du Sers, Éclair sportif d'Ebba Ksour et Sporting Club de Kalâa Khasba : forfait général

### Nord
- Club athlétique bizertin : 14 points
- En-Nadi Ahly de Béja : 11 points
- Association sportive militaire de Bizerte : 11 points
- Stade africain de Menzel Bourguiba : 9 points
- Club medjezien : 6 points
- Avenir sportif de Nefza : forfait général

### Centre
- Espoir sportif de Haffouz : 6 points
- Jeunesse sportive kairouanaise : 6 points
- Croissant sportif de Msaken : forfait général

### Sud
Trois poules correspondent à ce district. Les champions sont :
- Sud (Sfax) : Sfax railways sports
- Sud-Ouest : Étoile sportive de Métlaoui
- Sud-Est (Gabes) : Progrès sportif d'El Hamma

## Barrages
Les sept champions de poules se rencontrent pour désigner les quatre clubs devant constituer avec les quatre relégués la division 2. Tous les autres vont constituer des poules régionales de division 3.
| Rang | Équipe                      | Points | Matchs | Victoires | Défaites | Forfaits | Sets pour | Sets contre |
| 1    | Étoile sportive du Sahel    | 12     | 6      | 6         | 0        | 0        | 18        | 3           |
| 2    | Jendouba Sports             | 11     | 6      | 5         | 1        | 0        | 16        | 5           |
| 3    | Sfax railways sports        | 10     | 6      | 4         | 2        | 0        | 16        | 9           |
| 4    | Progrès sportif d'El Hamma  | 9      | 6      | 3         | 3        | 0        | 11        | 12          |
| 5    | Club athlétique bizertin    | 6      | 6      | 2         | 2        | 2        | 8         | 14          |
| 6    | Espoir sportif de Haffouz   | 5      | 6      | 1         | 3        | 2        | 7         | 16          |
| 7    | Étoile sportive de Métlaoui | 5      | 6      | 0         | 5        | 1        | 1         | 18          |